# Guimboari
Guimboari, également appelé Djimboari, est une localité située dans le département de Piéla de la province de la Gnagna dans la région Est au Burkina Faso.

## Géographie
Guimboari est situé à 9 km au Nord-Est de Piéla.

## Santé et éducation
Le centre de soins le plus proche de Guimboari est le centre de santé et de promotion sociale (CSPS) de Piéla.